# Sedus
Sedus Stoll AG es una empresa alemana que fabrica y distribuye muebles de oficina. La sede central de Sedus Stoll se encuentra en Waldshut-Tiengen.
Las instalaciones de producción de la empresa están en las localidades alemanas de Dogern y Geseke. Con ocho filiales europeas en Francia (París), Italia (Cadorago), España (Madrid), Austria (Viena), Gran Bretaña (Londres), Holanda (Zoetermeer), Bélgica (Wetteren) y Suiza (Rickenbach), Sedus es uno de los mayores fabricantes de muebles de oficina de Europa. Asimismo, la distribución de sus productos alcanza a más de 50 países en todo el mundo y se realiza a través de empresas asociadas en los cinco continentes.

## Historia
La empresa fue fundada hace 140 años por Albert Stoll y continuada por sus descendientes. El último miembro masculino de la familia, Christof Stoll, traspasó la propiedad a Stoll VITA, una fundación de interés social destinada a fomentar la alimentación sana y la protección del medio ambiente. En 1995 Sedus se transformó finalmente en una sociedad anónima. Durante los años siguientes la empresa llevó a cabo varias adquisiciones y fundó nuevas empresas, convirtiéndose así en un proveedor integral. En 1999 Sedus adquirió la participación mayoritaria de la empresa fabricante de muebles de oficina Klöber GmbH (especializada en sillas de oficina), con sede en Überlingen, Alemania. En 2002, adquirió Gesika Büromöbelwerk GmbH (especialista en muebles objeto), con sede en la localidad alemana de Geseke, cuya denominación cambió en el marco de una fusión de marcas en 2008 para pasar a denominarse Sedus Systems GmbH. 